# Белица (Глинновское сельское поселение)
Не следует путать с другим одноимённым посёлком в том же административном районе.
Белица — упразднённый в 2015 году посёлок в Гордеевском районе Брянской области, в составе Глинновского сельского поселения. Располагался в 4 км к юго-востоку от села Глинное. Постоянное население с 2005 года отсутствовало.

## История
Основан в 1920-х годах; входил в Глинновский сельсовет, а в 1974—1986 гг. — в Струговобудский сельсовет.
Упразднён законом Брянской области от 28 сентября 2015 года № 74-З в связи с переселением жителей в другие населённые пункты.
| Годы      | 1926 | 1979 | 1989 | 2002 | 2010 |
| --------- | ---- | ---- | ---- | ---- | ---- |
| Население | 155  | 41   | 7    | 2    | 0    |